# KkStB 54 sorozat
A kkStB  54 sorozat egy tehervonati szerkocsisgőzmozdony-sorozat volt az osztrák császári és Királyi Osztrák Államvasutaknál (k.k. österreichischen Staatsbahnen, kkStB), amely mozdonyok eredetileg a Galizischen Transversalbahn, a Kronprinz Rudolf-Bahn (KRB), a k.k. Staatsbahn Tarvis–Pontafel (Pontebba-Bahn) és a Mährisch-Schlesische Centralbahn (MSCB) vasutaktól származtak.
A mozdonyok gyártási és átépítés utáni méretei eltértek. Lásd a táblázatot.

## kkStB 54.01–40 (Galizische Transversalbahn)
A Galizische Transversalbahn 1884-1885-ben vásárolta ezeket a mozdonyokat a Floridsdorfi, a Bécsújhelyi és a  Borsig berlini mozdonygyáraitól.
Az vasút államosítása után a kkStB előbb az 5401-5440 pályaszámtartományba, majd 1905-től az kkStB 54 sorozat 01-40 pályaszámai alá osztotta be őket.
Az első világháború után a  kkStB 54.15 mozdony az Olasz Államvasutaknál az FS 217.01 pályaszámot kapta,  néhány a Román Államvasutakhoz került, ám ott nem kaptak besorolást, úgy selejtezték őket, a többségük a Lengyel Államvasutakhoz került a PKP Th17 sorozatba.

## kkStB 54.41–49 (Kronprinz Rudolf-Bahn ,KRB,  k.k. Staatsbahn Tarvis–Pontafel)
A Floridsdorfi Mozdonygyár szállította 1873 és 1879 között a KRB-nek a későbbi 51,41-47 és a Staatsbahn Tarvis–Pontafel-nak a későbbi 54.48-49 pályaszámú mozdonyokat.
A vasút államosításakor a kkStB az 5104-5112, majd 1892-től az 5441-5449  pályaszámtartományba, végül 1905-től a kkStB 54 sorozat 41-49  pályaszámok alá osztotta be őket.
Az I. világháborút követően a még üzemelő mozdonyok egy része a Lengyel Államvasutakhoz került PKP  Th17 sorozatba, a többi pedig a Csehszlovák Államvasutakhoz  a ČSD  313.1 sorozatba, melyeket az 1930-as években selejteztek.

## kkStB 54.50–63 (Mährisch-Schlesischen Centralbahn, MSCB)
A 14 mozdonyt az MSCB-nek a Floridsdorfi Mozdonygyár szállította 1872-1873-ban.
Az I. világháború után a megmaradt mozdonyok kettő kivételével a PKP-hez kerültek a PKP Th17 sorozatba. Az 54.51 a BBÖ-höz, ahol 1925-ben selejtezték. Az 54.61 a ČSD 313.105 pályaszámot kapta és 1942-ig üzemelt. A PKP 1924-ig selejtezte a PKP Th17 sorozatú mozdonyait.
| KRB IV 130–142 MSCB 1–14 kkStB 54 sorozat BBÖ 54 sorozat ČSD 313.1 sorozat FS 217 sorozat PKP Th17 sorozat CFR | KRB IV 130–142 MSCB 1–14 kkStB 54 sorozat BBÖ 54 sorozat ČSD 313.1 sorozat FS 217 sorozat PKP Th17 sorozat CFR | KRB IV 130–142 MSCB 1–14 kkStB 54 sorozat BBÖ 54 sorozat ČSD 313.1 sorozat FS 217 sorozat PKP Th17 sorozat CFR | KRB IV 130–142 MSCB 1–14 kkStB 54 sorozat BBÖ 54 sorozat ČSD 313.1 sorozat FS 217 sorozat PKP Th17 sorozat CFR | KRB IV 130–142 MSCB 1–14 kkStB 54 sorozat BBÖ 54 sorozat ČSD 313.1 sorozat FS 217 sorozat PKP Th17 sorozat CFR |
| | 54.01–40 | 54.41–49 | 54.60 | 54.50–63 |
| --- | --- | --- | --- | --- |
| Jelleg: | Cn2 | Cn2 | Cn2 | Cn2 |
| Hajtókerék-átmérő:                                                                                             | 1 175–1 180 mm                                                                                                 | 1 175–1 180 mm                                                                                                 | 1 175–1 180 mm                                                                                                 | 1 175–1 180 mm                                                                                                 |
| Csatolt kerekek tengelytávolsága:                                                                              | 3 050 mm | 3 050 mm | 3 050 mm | 3 050 mm |
| Össztengelytávolság:                                                                                           | 3 050 mm | 3 050 mm | 3 050 mm | 3 050 mm |
| Üres tömeg: | 35,1 t | 35,1 t | 35,1 t | 35,1 t |
| Tapadási tömeg:                                                                                                | 39,0 t | 39,0 t | 39,0 t | 39,0 t |
| Szolgálati tömeg:                                                                                              | 39,0 t | 39,0 t | 39,0 t | 39,0 t |
| Tengelytávolság szerkocsival:                                                                                  | 10 238 mm | 10 238 mm | 10 238 mm | 10 238 mm |
| Hengerek száma:                                                                                                | 2 | 2 | 2 | 2 |
| Hengerátmérő:                                                                                                  | 445 mm | 445 mm | 445 mm | 445 mm |
| Dugattyúlöket:                                                                                                 | 632 mm | 632 mm | 632 mm | 632 mm |
| Tűzvsövek száma:                                                                                               | 200 | 186 | 200 | 201 |
| Csőfűtőfelület:                                                                                                | 132,2 m² | 124,5 m² | 132,2 m² | 133,0 m² |
| Sugárzó fűtőfelület:                                                                                           | 8,8 m² | 8,6 m² | 8,8 m² | 11,0 m² |
| Rostélyfelület:                                                                                                | 1,85 m² | 1,85 m² | 1,85 m² | 1,80 m² |
| Gőznyomás: | 9 kg/cm² | 10 kg/cm² | 10 kg/cm² | 10 kg/cm² |
| Szerkocsi típusa:                                                                                              | 12, 16 | 8, 10, 18, 22, 31, 34, 36, 40, 66                                                                              | 8, 22 | 8, 22 |
| Legnagyobb sebesség:                                                                                           | 45 km/h | 45 km/h | 45 km/h | 45 km/h |

## Fordítás
- Ez a szócikk részben vagy egészben  a   kkStB 54 című német Wikipédia-szócikk fordításán alapul.  Az eredeti cikk szerkesztőit annak laptörténete sorolja fel. Ez a jelzés csupán a megfogalmazás eredetét és a szerzői jogokat jelzi, nem szolgál a cikkben szereplő információk forrásmegjelöléseként.